# Nazianz
Nazianz, alternativ Nazians, (în greacă Ναζιανζός, Nazianzos) a fost un oraș în Cappadocia (în greacă Καππαδοκία, Kappadokia) din Anatolia Centrală, la 4 km nord-vest de satul Bekârlar (denumirea veche Neneți), Turcia. 
Denumirea inițială a fost „Nadandos”, orașul fiind numit Nazianz abia în perioada târzie romană. Din anul 325 devine sediu al unei episcopii, care a fost condusă, printre alții, de episcopului Grigorie de Nazianz (382-383) și care a fost ridicată în secolul al XI-lea la rangul de mitropolie. În secolul al XIV-lea orașul este menționat ca o așezare pustie. În prezent au rămas numai câteva ziduri ca mărturie a orașului de odinioară.